# Космос-2059
Космос-2059 је један од преко 2400 совјетских вјештачких сателита лансираних у оквиру програма Космос.
Космос-2059 је лансиран са космодрома Тјуратам, Бајконур, СССР, 6. фебруара 1990. Ракета-носач Ф-2 је поставила сателит у орбиту око планете Земље. 